# Arcalís
Arcalís (chiamata anche Ordino-Arcalís) è una località andorrana nella parrocchia di Ordino, posta ad un'altezza di 1 940 metri, nota come stazione sciistica e utilizzata nel ciclismo come arrivo in salita del Tour de France e della Vuelta a España. 

## Sci
La stazione sciistica fa parte del comprensorio di Vallnord. Comprende un totale di 25 piste da sci e 15 impianti di risalita.
Sugli impianti di Arcalís si sono tenute due prove della Coppa del Mondo di snowboard 2014, specialità snowboard cross, l'11 e il 12 gennaio 2014.

## Ciclismo
La salita che giunge ad Arcalís è stata utilizzata diverse volte come arrivo di tappa, sia del Tour de France che della Vuelta a España.
Tappe del Tour de France con arrivo ad Arcalís
| Anno | Tappa | Percorso                            | km    | Vincitore di tappa | Leader cl. generale |
| ---- | ----- | ----------------------------------- | ----- | ------------------ | ------------------- |
| 1997 | 10ª   | Luchon > Arcalís                    | 252,5 | Jan Ullrich        | Jan Ullrich         |
| 2009 | 7ª    | Barcellona > Andorra-Arcalís        | 224   | Brice Feillu       | Rinaldo Nocentini   |
| 2016 | 9ª    | Vielha-Val d'Aran > Andorra-Arcalís | 184   | Tom Dumoulin       | Christopher Froome  |

Tappe della Vuelta a España con arrivo ad Arcalís
| Anno | Tappa | Percorso                             | km    | Vincitore di tappa        | Leader cl. generale |
| ---- | ----- | ------------------------------------ | ----- | ------------------------- | ------------------- |
| 1994 | 9ª    | Igualada > Ordino-Arcalís            | 205   | Ángel Yesid Camargo       | Tony Rominger       |
| 1999 | 12ª   | Sort > Arcalís                       | 147,4 | Igor González de Galdeano | Jan Ullrich         |
| 2000 | 11ª   | Alp > Arcalís                        | 136,5 | Roberto Laiseka           | Ángel Casero        |
| 2001 | 12ª   | Ordino > Arcalís (cron. individuale) | 17,1  | José María Jiménez        | Óscar Sevilla       |
| 2005 | 10ª   | La Vall d'en Bas > Ordino/Arcalís    | 206,3 | Francisco Mancebo         | Denis Men'šov       |
| 2007 | 10ª   | Benasque > Ordino Arcalís            | 214   | Denis Men'šov             | Denis Men'šov       |

## Monumenti e luoghi d'interesse

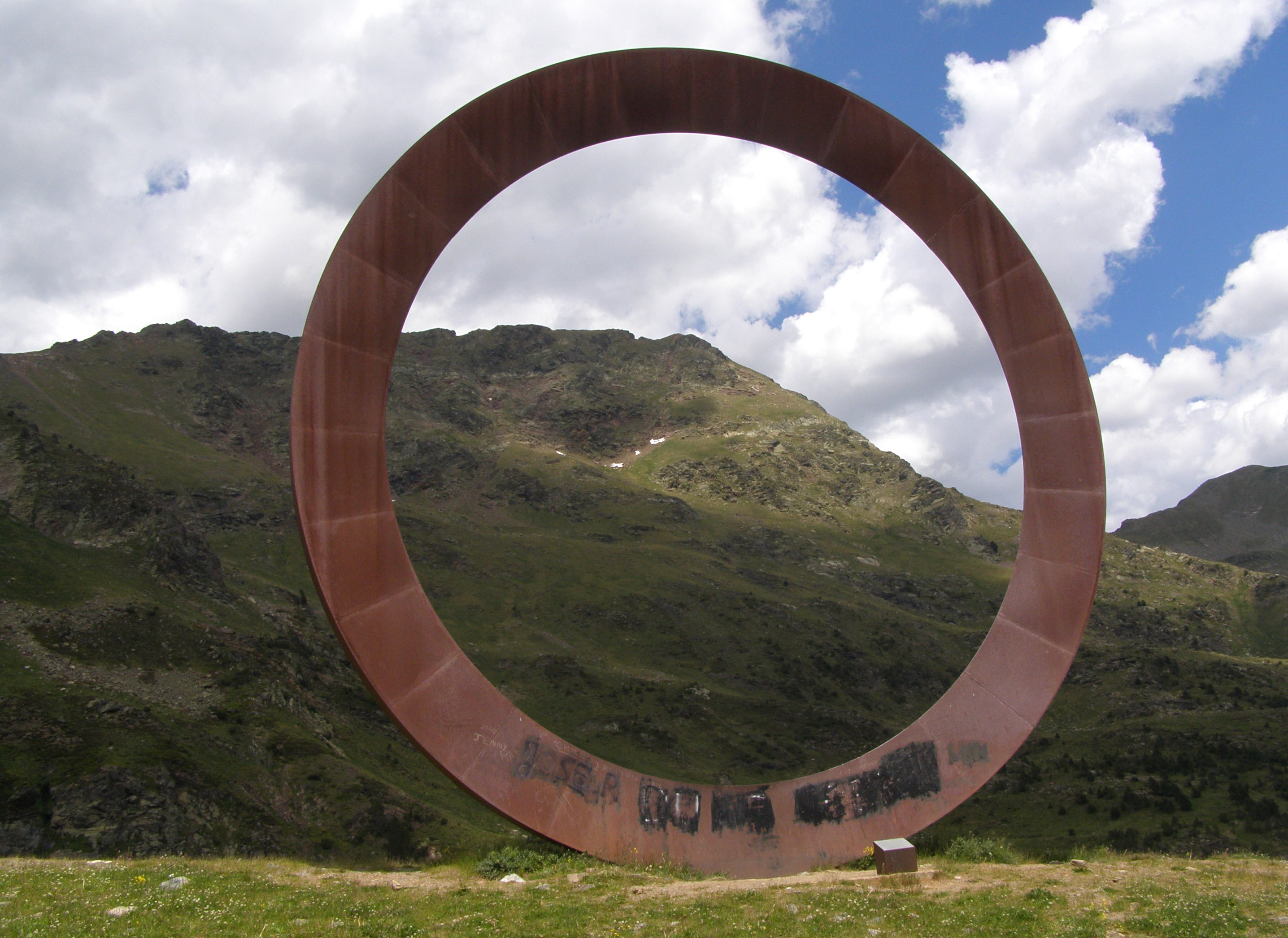
La Porta estel·lar ad Arcalís.

Ad Arcalís si trova la Porta estel·lar o Arcalís 91, opera dello scultore italiano Mauro Staccioli, realizzata nel 1991.